# Хальфдан (король Дублина)
Хальфдан Рагнарссон (др.-сканд. Hálfdan, др.-англ. Halfdene, Healfdene, др.‑ирл. Albann; погиб в 877) — первый король Йорка (876—877) и король Дублина (875—877), один из сыновей легендарного датского морского конунга Рагнара Лодброка (Рагнара Кожаные Штаны). Предводитель викингов и командующий «Великой языческой армией», которая вторглась в англосаксонские королевства Англии в 865 году.

## Биография
Был сыном наложницы Рагнара, имя которой неизвестно. Имя Хальфдан означает «Полу-датчанин», и это, видимо, указывает, что его мать была не из Дании.
Хальфдан был одним из лидеров «Великой языческой армии», которая вторглась в Англию в 865 году. Согласно норвежским сагам, сыновья Рагнара Лодброка (Бьёрн Железнобокий, Ивар Бескостный, Хальфдан, Сигурд Змееглазый и Убба) организовали вторжение в Англию, чтобы отомстить королю Нортумбрии Элле за убийство их отца. В 865 году король Нортумбрии Элла разгромил и взял в плен Рагнара Лодброка, приказав его бросить в яму со змеями.
Осенью 865 года «Великая армия язычников» высадилась в Восточной Англии, где оставалась в течение зимы, готовясь к наступлению вглубь острова. В следующем году викинги выступили на север и вторглись в Нортумбрию, где шла гражданская война между двумя соправителями Эллой и Осбертом за королевский престол. В конце 866 года викинги завоевали Нортумбрию и заняли Йорк, столицу королевства. В следующем году короли-соправители, братья Элла и Осберт, отложив свои разногласия, объединились против викингов и попытались вернуть Йорк. В марте 867 года в битве викинги разбили войско Эллы и Осберта, который пал в этом сражении. Датские викинги создали Йорвикское королевство и подчинили своей власти Нортумбрию, посадив на престол суб-короля Эгберта I (867—872), чтобы от его имени управлять и взимать налоги с местного населения.
Позднее в этом же году викинги двинулись на юг и вторглись в королевство Мерсия, захватили город Ноттингем, где они провели зиму. Бургред (852—874) обратился за помощью к королю Уэссекса Этельреду I. Объединив свои силы, союзники осадили город Ноттингем, но не смогли его отбить. Было заключено перемирие, по условиям которого викинги обещали отступить в Йорк, но на самом деле они остались в городе, собирая силы для дальнейшего наступления.
В 869 году датские викинги вторглись в Восточную Англию, намереваясь её завоевать. Они захватили Тетфорд, где провели зиму. В 870 году против захватчиков выступил король Восточной Англии Эдмунд (855—870), который был разгромлен викингами. Сам король был схвачен и замучен викингами. Согласно средневековой традиции, Эдмунд стал мучеником, который за отказ поклониться языческим идолам был расстрелян из лука. Командующими датчан были назначены Ивар и Убба Рагнарссоны, братья Хальфдана.
После завоевания Восточной Англии в 870 году Ивар Бескостный, старший брат Хальфдана, исчезает из английских хроник. Некоторые исследователи считают его идентичным Ивару (Имару), скандинавскому королю Дублина, который умер в 873 году. После отъезда Ивара в Ирландию Хальфдан стал главнокомандующим «Великой армией язычников» и в том же 870 году возглавил вторжение в королевство Уэссекс. В 870/871 году в Англию из Скандинавии прибыл конунг Багсекг во главе «Великой летней армии», значительно увеличив численность войска Хальфдана Рагнарссона. Согласно англосаксонской хронике, датчане сражались против англосаксов девять раз, в том числе в битве при Эшдауне 8 января 871 года. Хальфдан не смог завоевать Уэссекс и вынужден был заключить перемирие с Альфредом Великим, новым королём Уэссекса.
Датская армия отступила в захваченный Лондон, где провела зиму 871/872 годов. Монеты, отчеканенные в Лондоне в течение этого периода, носят имя Хальфдана, лидера викингской армии. Осенью 872 года викинги вернулись в Нортумбрию, где подавили восстание против своего короля-марионетки Эгберта I. Вскоре «Великая армия язычников» выступила в поход на королевство Мерсия. Датчане перезимовали в Торксее, а затем через год в Рептоне. В 874 году викинги завоевали Мерсию. Местный король Бургред был свергнут викингами с трона и заменен марионеткой Кёлвульфом (874—879).
После этой победы «Великая армия язычников» разделилась на две части — одна часть под командованием Гутрума выступила на юг, чтобы продолжить борьбу против королевства Уэссекс, а вторая под предводительством Хальфдана двинулась на север против пиктов и бриттов в Стратклайде. Согласно Анналам Ульстера, король Дублина Эйстейн Олафссон был «обманом» убит своим дядей Альбанном, фигурой в целом похожей на Хальфдана. Его старший брат Ивар управлял Дублином до своей смерти в 873 году. Хальфдан стремился вернуть потерянное королевство своего брата. Несмотря на это, Хальфдан не оставался долго в Ирландии. В 876 году он со своим войском вернулся в Нортумбрию, где поселился на её территории, соразмерной старому королевству Дейра. Согласно источникам, с 876 года Хальфдан носил титул короля Йорка (Йорвика).
Возможно, что Хальфдан, находившийся в Йорке, лишился контроля над Дублином. Хальфдан вернулся в Ирландию в 877 году, чтобы попытаться вернуть город, но был встречен армией «справедливых язычников». Этот спорный термин означает скандинавское население, которое уже жило в Ирландии, в отличие от вновь прибывших «черных язычников», лидером которых был Хальфдан. В сражении при Странгфорд-Лохе Хальфдан потерпел поражение и был убит. Воины из войска Хальфдана, которые уцелели в этом сражении, вернулись в Нортумбрию через Шотландию, где в битве разбили короля пиктов Константина I, который был убит в бою.

## Образ в культуре
- «Викинги» (1958) — Хальфдан главный герой показан под именем «Эрик», который по сюжету «наполовину дан»

- «Crusader Kings 3» — Хальфдан является одним из стартовых персонажей для начала новой игры.